# タコベル
タコベル（英: Taco Bell）は、カリフォルニア州アーバイン市に本社を置くアメリカ合衆国大手のファストフードチェーンのひとつでヤム・ブランズが親会社である。もとペプシコーラの発売元ペプシコの一部。
タコス、ブリート、ナチョス、ケサディーヤなど、「テクス・メクス料理」（テキサス風メキシコ料理）や「カル・メクス料理」（カリフォルニア風メキシコ料理）風の食品を提供する。

## 事業内容

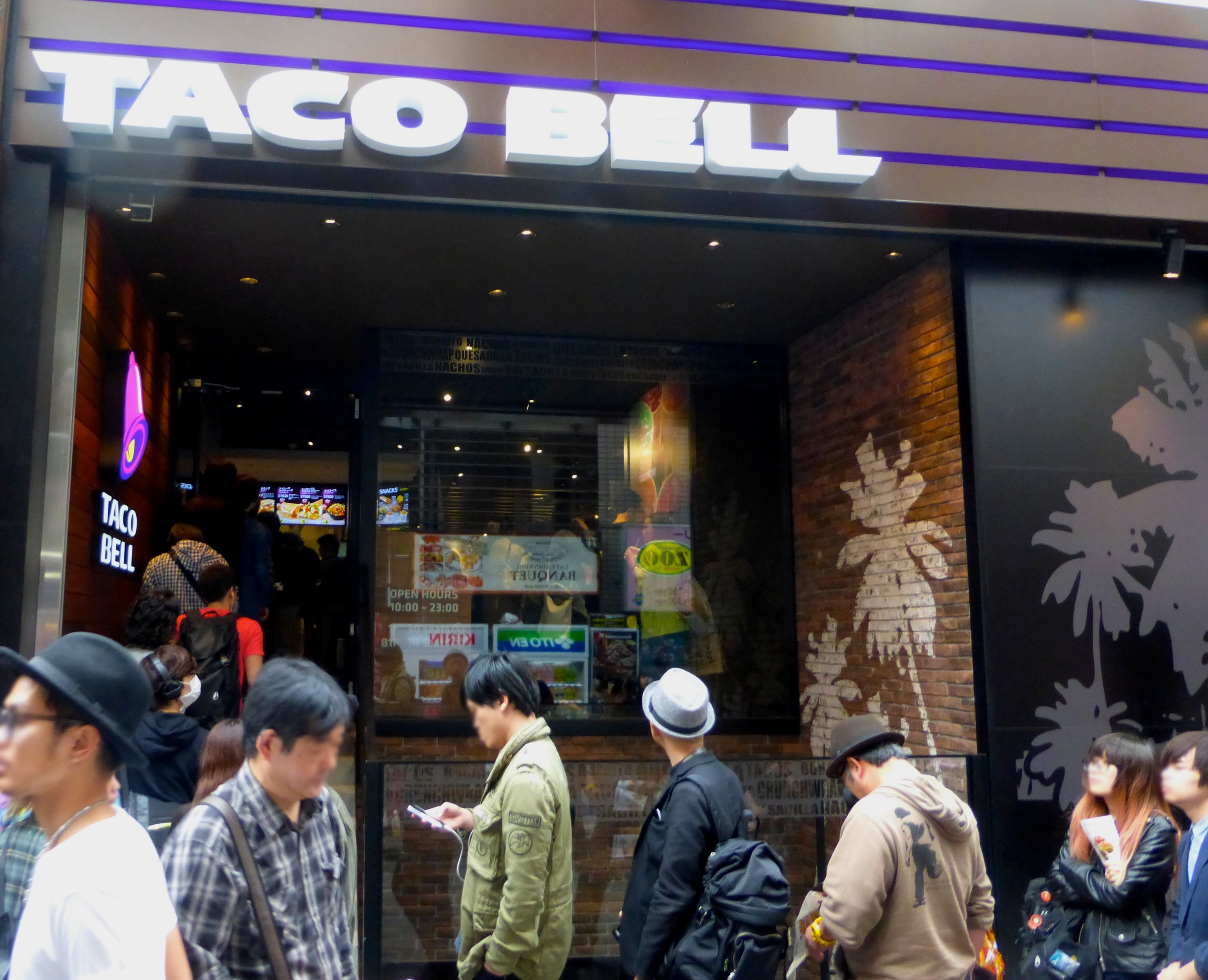
日本の再進出第1号店、2015年4月21日

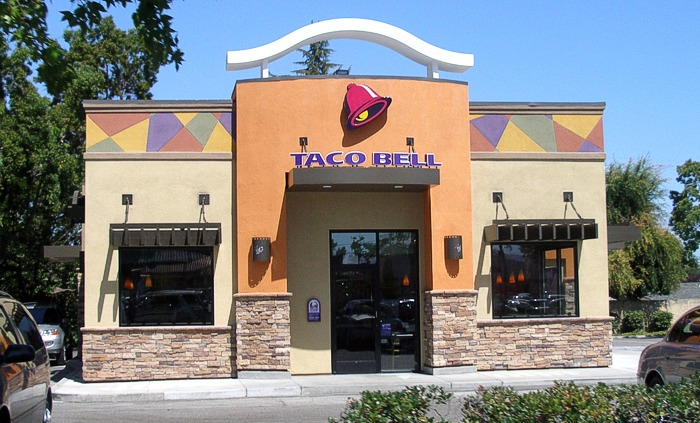
タコベルのレストラン、カリフォルニア州サニーヴェイル

タコベルの店舗がある国と地域（2021年時点）

タコベルは、マクドナルドやバーガーキングなどのハンバーガーを販売するファストフードチェーン店との差別化を図るために、ハンバーガー等に使用されるバンズの代わりにトルティーヤを一貫して使用しており、かつては「think outside the box（枠にとらわれない発想をする、常識にとらわれない発想をする）」をもじった「think outside the bun（バンズを脱して考えよう）」というスローガンを掲げていた。スローガンは後に「Live Más（もっと生き生き。másはスペイン語で英語のmoreの意。）」に変更された。
1980年代中盤から後半にかけて、ハンバーガーチェーン店に対抗するために、タコス風味に調理した牛肉と、レタス、チーズ、トマトをバンズで挟んだ「ベル・ビーファー」という商品が存在した時期もあったが、人気が出なかったために販売停止となった。
また店舗とメニューがより小規模の販売店、「Taco Bell Express（タコベルエクスプレス）」がフードコート、ショッピングモール、空港のターミナルビル、デパート、ホテル、喫茶店、ガソリンスタンド、大学の学生食堂他に存在する。タコベルはケンタッキーフライドチキンやピザハットなど、他のヤム・レストラン店と小売の場を共有することがある。
タコベルの公式ウェブサイトによれば、2006年時点でアメリカ合衆国本土48州とハワイ州、グアム、プエルトリコにおいて6500を超えるフランチャイズ店舗を経営しており、その他アメリカ州、アジアとヨーロッパに280超の店舗を展開している。
日本には1980年代に一度進出（東京、名古屋地区など。日本1号店は名古屋市瑞穂区洲山町（新瑞橋）に存在した）したがすぐに撤退し、長らく在日米軍基地内のみの出店となっていたが、2015年2月にアスラポート・ダイニングと日本国内におけるフランチャイズ契約を締結し、日本1号店が2015年4月21日に渋谷区道玄坂にオープンした。当時、タコベル インターナショナルのメリッサ・ロラ社長は、今後の展開に関して「日本については、当面は渋谷の1店舗に注力して、いろんな情報を発信していく」「まずは渋谷店を成功させたい。その後はフライチャイズ先であるアスラポートと相談しながら決めていく。日本における今後の出店数については白紙の状態だ」とコメントしていた。その後、2号店が同年12月4日に港区東新橋日本テレビタワー、2016年夏に3号店が港区南青山、4号店が港区台場のアクアシティお台場、2017年9月に5号店が大阪市中央区道頓堀、2017年12月に6号店が千代田区神田神保町、2018年2月に7号店が文京区後楽の東京ドームシティ、2018年3月に8号店が渋谷区渋谷公園通り、2019年1月に9号店が大阪市北区梅田の阪急三番街、2019年4月に10号店が横浜市都筑区のノースポート・モール、同年12月に11号店が足立区西新井のアリオ西新井に出店した。
2022年10月3日、JFLAホールディングスが一度、新設分割してつくる新会社TBJの完全親会社となり、同日、小僧寿しにTBJの全株式を譲渡。

## 沿革

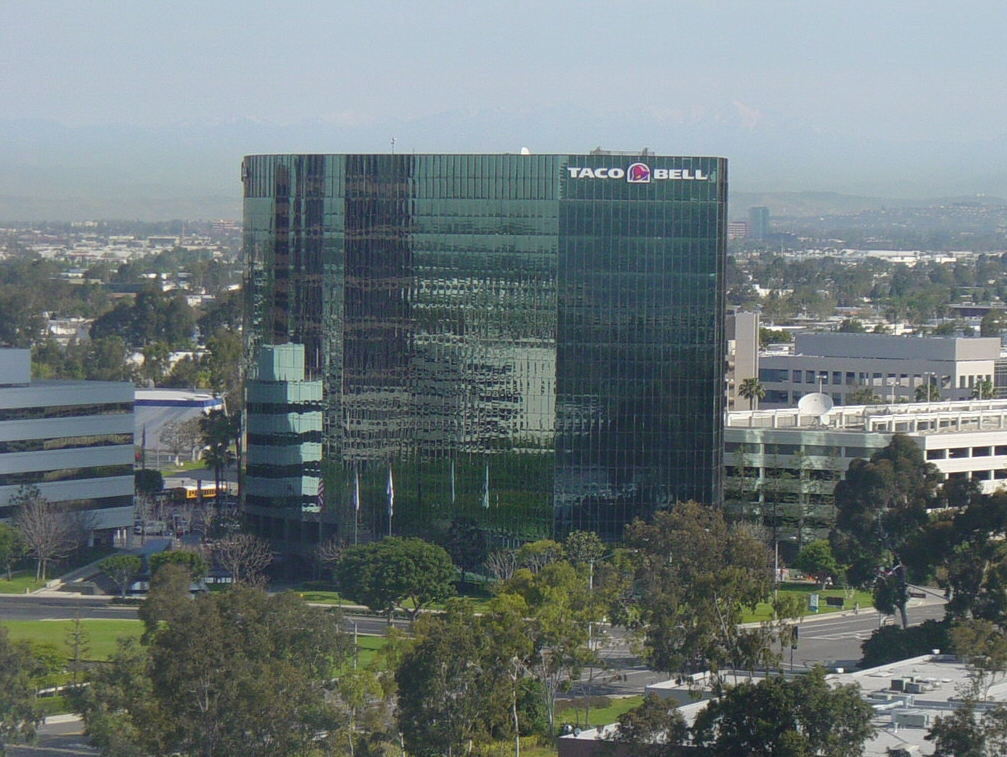
カリフォルニア州アーバインにあるタコベル本社

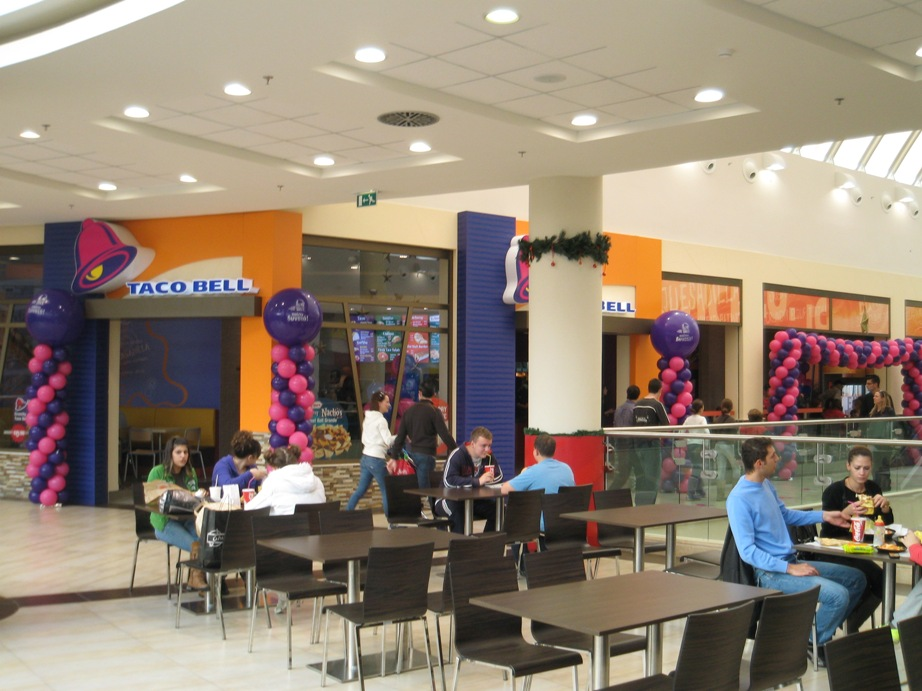
タコベルの店内

- 1946年 - タコベルの創設者グレン・ベルがカリフォルニア州サンバーナーディーノ市でホットドッグの売店を始める。
- 1954年 - 1955年 - 新食品への試行錯誤を重ねた後、3店舗のタコ・ティア（Taco-Tia）店を開店。後にこれらは彼の共同経営者達によって買収されることになる。
- 1962年3月21日、カリフォルニア州南部ダウニー市にタコベル第1号店を開店。
- 1964年 - タコベルのフランチャイズ店での販売開始。
- 1969年 - 会社が株式会社になる。
- 1978年 - 創業者のベルがペプシコ・インクにチェーン店を売却。
- 1997年10月 - ペプシ社がトライコングローバルレストランとして所有する他のファストフード店と共に、タコベルチェーンは分離新設される。
- 2002年5月 - トライコングローバルレストランがヤム・ブランズ社へ変更。

## 主な出来事・珍事

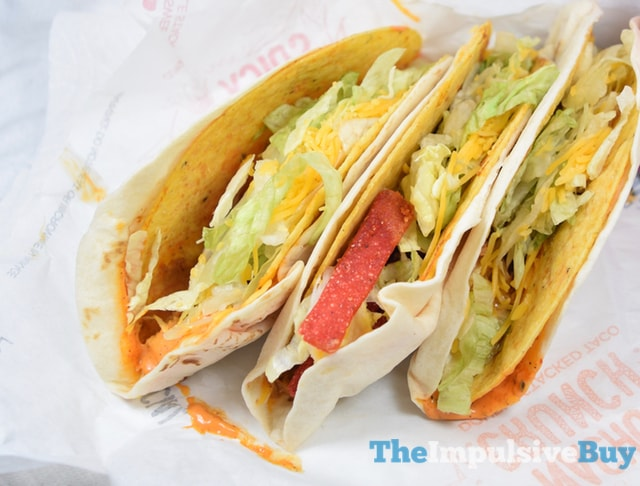
ハードタコス

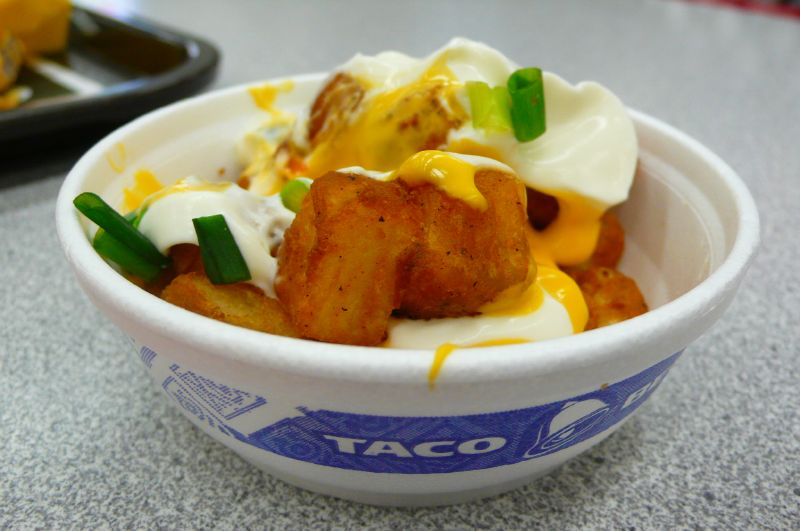
フィエスタポテト

- 1990年代前半、「Lite」と表記される食品の栄養価に関する圧力から、メニューの改変を余儀なくされる。これは、「Lite」（低カロリー）という言葉が曖昧であり、誤解を招く恐れがあると考えられたためである。そのため、多くの商品がメニューから完全に消えることになった。その内の一つは、牛肉、サワークリーム、レタス、チーズ、トマトを揚げたトルティーヤで挟んだ、「タコ・ライト」という品目だった。栄養価を変えるために、塩分を減らす目的で黒オリーブが材料から外される等、数品目が改められた。
- 1996年4月1日、ニューヨーク・タイムズ紙に全面広告を出し、アメリカ合衆国政府の借金を減額するためにフィラデルフィアの独立記念館にある自由の鐘（Liberty Bell）を購入し、名称を「タコ・リバティ・ベル（タコスの自由の鐘）」と改称したと公表した[9]。これに、すぐさまエイプリルフールの悪ふざけだと気づかなかった多くの人々が大量に抗議する事態となった[10]。
- 2001年初頭、フロリダ州イモカリー市に拠点を置くイモカリー労働者連合（Coalition of Immokalee Workers、略称CIW[11]）がタコベルに対し、「タコベルが同州のトマト栽培農家へ不当な職業訓練を課すことを謀議している」と申し立てた。その後、タコベル商品不買運動を組織。2005年3月9日、タコベル側は過重労働や他の人権侵害を禁止する規約をシステムに設け、農業労働者の賃金上乗せの形態としてトマト1ポンドあたり1セントの追徴金を支払うことのどちらにも同意することで、こうした問題を解決するに至った[12]。
- 2001年3月23日にタコベルは、ロシアの宇宙ステーションミールの断片がオーストラリア沖に浮かべられた400フィート四方（12メートル四方）の「Free Taco Here!（無料タコスはここ）」と書かれた的に命中したら、アメリカ中でタコスを無料でふるまうことを約束した。タコベルはミールの断片が的に命中した場合の支出をカバーするため、保険に加入するなどしたが、結局命中には至らなかった[13][14]。
- 2019年からベジタリアンメニューを展開。同社の売上高の約 12% がベジタリアン製品によるものだという[15]。
- 2023年、メキシカンピザの具の量が広告と実物では大きな差があるとして、不満を持つ購入者達が集団訴訟を起こした[16]。

## 各種作品への出演・影響

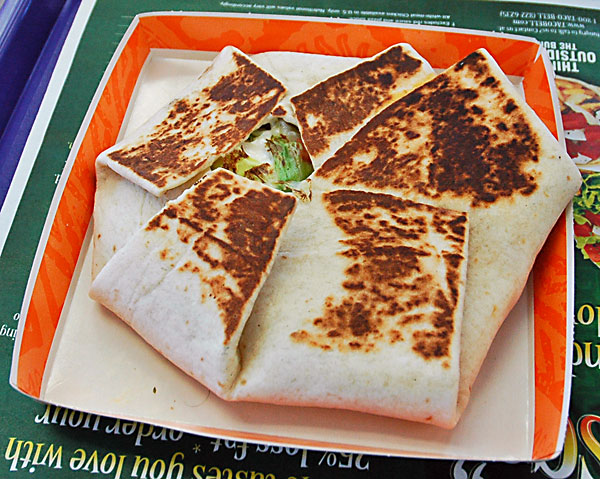
クランチラップ・スープリーム

担当広告代理店のTBWA\CHIAT\DAYが、マスメディアにおける各種広告のみならずさまざまなキャンペーンを企画しており、タイアップが多い。
- ハリウッドの近未来映画、「デモリションマン」の中で、「フランチャイズ戦争に勝ち残った唯一の飲食店」という設定で登場する。しかし、この映画の米国外で公開された版では、タコベルがデジタル処理により「ピザハット」に置き換えられている[17][要出典]。これについての理由は、「それらの国々ではタコベルが設置されていない」、もしくは「あまり知られていない」と言うものであり、現代のファストフードチェーン店が未来における最高級の飲食店になるというジョークを視聴者の大多数がわからないであろう、といった文化の相違による懸念からと思われる。
- 2001年初頭に、エックスメンの「エボリューション・キッズ・ミール」が売り出され、成功を収める[要出典]。
- ヘヴィメタルバンド、「Faxed Head（ファクスト・ヘッド）」は楽曲内でタコベルに対し様々な言及をしている。彼らのアルバムの中には、タコベル店舗内のトイレの中でレコーディングされたものもある[要出典]。
- 1995年にロックバンドのプライマスが、自身のグラミー賞にノミネートされた歌、Wynona's Big Brown Beaverの中でタコベルの7層ブリートについて歌っている。またこの年の初頭には、タコベルが当時まで20年近く続いた虹色のロゴからシンプルなピンクと紫色のロゴに変更した。
- 「Grand Theft Auto」シリーズ（SA、LCS、IV、TLAD、TBoGT、CW、V）でよく似たファストフード店「Cluckin' Bell（クラッキン・ベル）」が存在する。ロゴマークもタコベルのものと酷似している。ただし、主力商品はフライドチキンという設定になっている。

## ロゴ
初期のロゴは、ソンブレロ帽を被り、シエスタをしているメキシコ人がセラーペの渦巻き模様の上に鐘のデザインと共に描かれているものだった。ロゴを簡略化するという以外にこのロゴが却下になった仮説として、メキシコ人へのステレオタイプを取り除くためである他、ラテンアメリカ文化において清新・伝統的なシエスタ休暇への尊厳に配慮を欠いていると考えられたためだとされている。